# Penne-d’Agenais
Penne-d’Agenais – miejscowość i gmina we Francji, w regionie Nowa Akwitania, w departamencie Lot i Garonna.
Według danych na rok 1990 gminę zamieszkiwały 2394 osoby, a gęstość zaludnienia wynosiła 51 osób/km² (wśród 2290 gmin Akwitanii Penne-d’Agenais plasuje się na 185. miejscu pod względem liczby ludności, natomiast pod względem powierzchni na miejscu 136.).

## Współpraca
Miejscowość partnerska:
- Seneffe, Belgia